# Medi Bayreuth
Le Medi Bayreuth est un club allemand de basket-ball basé dans la ville de Bayreuth. Le club évolue en Pro A, la deuxième division  du championnat allemand.

## Historique

Ancien logo du club.

Fondé en 1975, le club rejoint rapidement l'élite, et, après un titre de champion en 1989, le club semble vouloir s'installer parmi les meilleurs d'Allemagne. Mais en 1998 il est rétrogradé d'une puis deux divisions, et tente depuis de remonter les échelons.

## Palmarès
| Compétitions nationales | Compétitions internationales |
| - Championnat d'Allemagne : - Champion (1) : 1989. - Championnat d'Allemagne de D2 : - Champion (1) : 2009 - Coupe d'Allemagne : - Vainqueur (2) : 1988, 1989. | - Néant                      |

## Joueurs et personnalités du club

### Entraîneurs
Le tableau suivant présente la liste des entraîneurs du club depuis 1973.
| Rang | Nom              | Période   |
| ---- | ---------------- | --------- |
| 1    | Peter Müller     | 1973-1978 |
| 2    | Rudi Lorber      | 1978-1981 |
| 3    | Stephen MacMahon | 1981      |
| 4    | Jonathan Chapman | 1981      |
| 5    | Leopold Dejworek | 1981-1982 |
| 6    | Tom Schneeman    | 1982-1983 |
| 7    | John Wojtak      | 1983-1984 |
| 8    | Tom Schneeman    | 1984-1986 |

| Rang | Nom             | Période   |
| ---- | --------------- | --------- |
| 9    | John Treloar    | 1986-1987 |
| 10   | Lester Habegger | 1987-1989 |
| 11   | Karl-Heinz Graf | 1989      |
| 12   | Al Svenningson  | 1989      |
| 13   | Lester Habegger | 1989-1990 |
| 14   | Murray Arnold   | 1990      |
| 15   | Dan Palmer      | 1990-1991 |
| 16   | Habegger & Graf | 1991      |

| Rang | Nom             | Période   |
| ---- | --------------- | --------- |
| 17   | Eric Dennis     | 1991      |
| 18   | Ingo Froese     | 1991      |
| 19   | Tom Schneeman   | 1992-1994 |
| 20   | Aaron McCarthy  | 1995      |
| 21   | Lester Habegger | 1995      |
| 22   | Calvin Oldham   | 1995-1998 |
| 23   | Georg Kämpf     | 1998-2002 |
| 24   | Bruce Enns      | 2002-2003 |

| Rang | Nom                | Période   |
| ---- | ------------------ | --------- |
| 25   | Marco Amelow       | 2003-2008 |
| 26   | Derrick Taylor     | 2008-2009 |
| 27   | Andreas Wagner     | 2009-2011 |
| 28   | Marco van den Berg | 2011-2013 |
| 29   | Predrag Krunić     | 2013      |
| 30   | Michael Koch       | 2013-2016 |
| 31   | Raoul Korner       | 2016-     |

### Joueurs emblématiques
- Brandon Hunter
- D.J. Seeley
- John Flowers
- Travis Leslie